# Ophiomyia nassauensis
Ophiomyia nassauensis este o specie de muște din genul Ophiomyia, familia Agromyzidae, descrisă de Spencer în anul 1973.
Este endemică în Bahamas. Conform Catalogue of Life specia Ophiomyia nassauensis nu are subspecii cunoscute.